# Daniel Leblanc
Pour les articles homonymes, voir Leblanc.
Daniel Leblanc est un journaliste québécois qui travaille pour Radio-Canada depuis 2020. Il avait auparavant été à l'embauche du quotidien The Globe and Mail de 1998 à 2020. Il a notamment contribué à révéler le scandale des commandites et écrit le livre «Nom de code : MaChouette».

## Biographie
Lors de ses études à l'Université d'Ottawa, Leblanc montre déjà certaines dispositions pour le journalisme d'enquête en poussant à la retraite un professeur qui aurait falsifié ses évaluations par les étudiants. Détenteur d'une maîtrise en sciences politiques de cette université, il devient pigiste pour Canadian Geographic, L'actualité et Franc-Vert. Il est ensuite journaliste pour le Ottawa Citizen. Il a été journaliste et correspondant parlementaire pour le Globe and Mail de 1998 à 2020.

### Affaire Globe and Mail c. Canada (Procureur général)
À partir de 2000, Leblanc enquête sur les commandites à l'aide d'informations provenant d'une source travaillant vraisemblablement au sein du gouvernement fédéral canadien surnommée « MaChouette ».
À la suite du scandale des commandites, lors d'une poursuite du gouvernement fédéral contre le groupe Polygone, l'avocat de la défense a obtenu du juge Jean-François de Grandpré de la Cour supérieure du Québec qu'il somme Leblanc de révéler, le 19 mars 2009, des informations sur MaChouette, sous peine possible d'emprisonnement,.
En 2010, la Cour suprême rend son jugement et considère que le juge de la Cour supérieure n'avait pas suffisamment évalué la situation avant d'ordonner au témoin Daniel Leblanc de répondre aux questions qui pourraient avoir comme effet de lui faire dévoiler l'identité de sa source,.